# Charles Poulett Thomson, 1:e baron Sydenham
Charles Edward Poulett Thomson, 1:e baron Sydenham, född den 13 september 1799 i London, död den 4 september 1841,
var en brittisk politiker. 
Thomson blev 1826 underhusledamot och 1830 medlem av den liberala ministären Grey som vicepresident för Board of Trade. År 1834 blev han president i Board of Trade, användes flitigt av regeringen vid förhandlingar om utländska handelsavtal och var från 1839 till sin död generalguvernör över Kanada, där han med ledning av lord Durhams förutgående verksamhet genomförde föreningen av Övre och Nedre Kanada. Han blev 1840 peer med titeln baron Sydenham. Sydenhams Memoirs utgavs av hans bror G. J. Poulett Scrope (1843).